# Объединённый демократический фронт (Малави)
Объединённый демократический фронт (англ. United Democratic Front) — либеральная политическая партия Малави. Партия была основана в 1992 году Бакили Мулузи, имеет особенно сильную поддержку в южных регионах Малави, населённых этнической группой яо. Бакили Мулузи был президентом Малави с 1994 по 2004 год.

## История
Объединённый демократический фронт является одной из основных политических партий Малави. ОДФ был основан в 1992 году Бакили Мулузи. С 1994 по 2009 год партия входила в Либеральный интернационал.
Объединённый демократический фронт одержал победу на первых многопартийных выборах в Малави в 1994 году, а лидер партии Мулузи стал президентом. На следующих выборах 1999 года он вновь победил и остался президентом на второй срок.
На следующих выборах 2004 года её кандидат Бингу ва Мутарика стал президентом. Однако, Мулузи оставался при этом лидером партии. В результате Мутарика основал для себя новую Демократическую прогрессивную партию, в которую перешли многие члены ОДФ.

## Участие в выборах

### Президентские выборы
| Год выборов | Кандидат          | Голосов   | %      | Результат |
| ----------- | ----------------- | --------- | ------ | --------- |
| 1994        | Бакили Мулузи     | 1 404 754 | 47,15% | Избран    |
| 1999        | Бакили Мулузи     | 2 442 685 | 45,21% | Избран    |
| 2004        | Бингу ва Мутарика | 1 195 586 | 35,97% | Избран    |
| 2014        | Атупеле Мулузи    | 717 224   | 13,7%  | 4-место   |
| 2019        | Атупеле Мулузи    | 235 164   | 4,67%  | 4-место   |

### Парламентские выборы
| Год выборов | Лидер партии   | Голосов   | %      | Мест      | +/–  |
| ----------- | -------------- | --------- | ------ | --------- | ---- |
| 1994        | Бакили Мулузи  | 1 739 202 | 39,99% | 85 из 177 | ▲ 85 |
| 1999        | Бакили Мулузи  | 1,375,878 | 46.53% | 93 из 193 | ▲ 8  |
| 2004        | Бакили Мулузи  | 801,200   | 25.34% | 49 из 193 | ▼ 44 |
| 2009        | Бакили Мулузи  | 562,025   | 12.92% | 17 из 193 | ▼ 32 |
| 2014        | Атупеле Мулузи | 496,765   | 9.63%  | 14 из 193 | ▼ 3  |
| 2019        | Атупеле Мулузи |           |        | 10 из 193 | ▼ 4  |